# Barnabé Massa
Pour les articles homonymes, voir Massa.

a Compétitions nationales et continentales officielles uniquement.

b Matchs officiels uniquement.
Dernière mise à jour le 11 juillet 2024.
Barnabé Massa, né le 13 mai 2004 à Valence (Drôme), est un joueur français de rugby à XV qui évolue au poste de talonneur. Il joue au sein de l'effectif de l'ASM Clermont Auvergne en Top 14.

## Biographie

### Jeunesse et formation
Barnabé Massa naît à Valence dans la Drôme. Durant sa jeunesse, il commence le rugby à XV dans le club de l'Union sportive Véore XV, à Portes-lès-Valence, avant de continuer sa formation au Valence Romans DR et de la terminer au FC Grenoble. En parallèle, il pratique également le tennis durant trois ans.
Étant tout d'abord formé au poste de troisième ligne centre, il est déplacé à celui de talonneur à cause de sa taille lors de ses années juniors au Pôle espoirs du FC Grenoble.
En avril 2022, Barnabé Massa fait partie des cinq Grenoblois avec Marko Gazzotti, Zaccharie Affane, Gabin Rocher et Karsen Talalua à être sélectionnés avec l'équipe de France des moins de 18 ans. Après avoir disputé le Festival des Six Nations des moins de 18 ans, il signe son premier contrat espoir et prolonge au FCG jusqu'en 2024.

### Débuts professionnels au FC Grenoble (2022-2023)
Durant le mois de décembre 2022, il est prévu sur la feuille de match pour affronter le Stade montois, néanmoins une déchirure de l'ischio-jambier vient repousser ses débuts professionnels. Par la suite, il est retenu par l'équipe de France des moins de 20 ans, en janvier 2023, pour participer au Tournoi des Six Nations des moins de 20 ans. Pour les deux premières journées, il les dispute en qualité de titulaire à son poste de talonneur. Toutefois, il est retenu par son club pour les journées suivantes et en février, à seulement 18 ans, il dispute son premier match professionnel en Pro D2 avec son club formateur contre l'AS Béziers,. La semaine suivante, il connaît sa première titularisation face à l'US Montauban. Fin mars, il réalise une prestation de qualité où il inscrit son premier essai avec Grenoble contre le RC Massy, contribuant à la large victoire 36 à 7 avec bonus offensif de son équipe à l'extérieur.

### Champion du monde junior et titulaire au FC Grenoble (2023-2024)
Début juin, il est de nouveau sélectionné avec les Bleuets, cette fois-ci pour participer au Championnat du monde junior. Durant la troisième journée, il écope tout d'abord d'un carton jaune face aux Gallois, qui est finalement transformé en carton rouge à la suite d'un nouveau règlement pouvant modifier la sanction initiale de l'arbitre après visionnage de la vidéo. Il est alors suspendu pour trois rencontres et manque le reste de la compétition. Cependant, à la fin de la compétition, il est sacré champion du monde après la victoire en finale de ses coéquipiers sur le score de 50 à 14 face aux Irlandais.
Le 28 janvier 2024, il est annoncé dans un groupe de vingt-six joueurs pour la première journée du Tournoi des Six Nations des moins de 20 ans 2024. En mars suivant, il réalise un total impressionnant de trente-et-un plaquages réussis conte le RC Vannes en Pro D2, constituant un record. Cette saison-là, il devient le titulaire de son poste dans son club, qui est de nouveau finaliste de Pro D2 et affronte cette fois le RC Vannes.
Pour cette finale, il est titularisé en première ligne accompagné par Luka Goginava et Régis Montagne. Comme l'année précédente, les Grenoblois sont battus aux portes du Top 14, sur le score de 16 à 9. En barrage pour la montée en première division, le FCG fait face au Montpellier HR. Massa débute la rencontre. Cependant, pour la deuxième année consécutive, son club rate la montée lors du barrage défait à trois minutes de la fin 18-20. Il s'agit alors du dernier match de Barnabé Massa dans son club formateur.
Fin juin 2024, il est retenu pour le Championnat du monde junior. Lors de la première journée contre l'Espagne, il inscrit un doublé lors de la large victoire 49 à 12 des siens.

### Départ à l'ASM Clermont (depuis 2024)
À partir de la saison 2024-2025, Barnabé Massa rejoint l'ASM Clermont. Il arrive accompagné de son coéquipier du FCG Régis Montagne.

## Statistiques

### En club
| Saison             | Club               | Championnat | Championnat | Championnat | Compétition EPCR | Compétition EPCR | Compétition EPCR |
| Saison             | Club               | Compétition | Match       | Essais      | Compétition      | Matchs           | Essais           |
| ------------------ | ------------------ | ----------- | ----------- | ----------- | ---------------- | ---------------- | ---------------- |
| 2024-2025          | ASM Clermont       | Top 14      | 12          | 4           | Champions Cup    | 3                | 2                |
| Total ASM Clermont | Total ASM Clermont | Top 14      | 12          | 4           | Compétition EPCR | 3                | 2                |

## Palmarès

### En club
- Finaliste du Championnat de France de 2e division en 2023 et 2024 avec le FC Grenoble.

### En équipe nationale
- Vainqueur du Championnat du monde junior en 2023 avec l'équipe de France des moins de 20 ans.

### Record
- 31 plaquages réussis avec le FC Grenoble contre le RC Vannes lors de la saison 2023-2024.